# Daïra d'El Matmar
La daïra d'El Matmar est une circonscription administrative algérienne située dans la wilaya de Relizane. Son chef-lieu est situé sur la commune éponyme d'El Matmar.
La daïra regroupe les quatre communes de
1. El Matmar,
2. Belassel Bouzegza,
3. Sidi M'Hamed Benaouda
4. Sidi Khettab.